# Amherst (New Hampshire)
Pour les articles homonymes, voir Amherst.
Amherst est une ville du comté de Hillsborough dans l'État de New Hampshire aux États-Unis. Sa population était de 11 201 habitants au recensement de 2010 pour une superficie de 90 km2.
La ville porte le nom du général Lord Amherst qui commandait les forces britanniques en Amérique du Nord pendant la guerre de la Conquête.

## Source
- (en) Cet article est partiellement ou en totalité issu de l’article de Wikipédia en anglais intitulé « Amherst, New Hampshire » (voir la liste des auteurs).